# ウスマン・シセ
オスマン・シセ (Ousmane Cisse, 1982年10月20日 - ) は、マリ共和国の元バスケットボール選手。首都バマコ出身。ポジションはパワーフォワード。206cm、107kg。